# Llista d'oradors romans
A continuació es presenta una llista dels oradors romans més destacats de l'època clàssica.

## Obres de consulta
Smith, William (ed.). Dictionary of Greek and Roman Biography and Mythology (en anglès).  Boston: Little, Brown and Co., 1867 (Vol. I, Vol. II i Vol. III).
| Índex A B C D E F G H I J K L M N O P Q R S T U V W X Y Z |

## A
- Domici Afer
- Julius Africanus
- Marc Àper
- Àquila Romà
- Aspasi de Ravenna
- Arnobi el vell
- Artemó (retòric)
- Marc Antoni, l'orador
- Antoni Àtic
- Dionisi Àtic
- Herodes Àtic
- Vipsani Àtic

## B
- Publi Aufidi Bas
- Juli Bas
- Gai Bel·liè
- Tit Betuci Barrus
- Blandus

## C
- Cecili Calactí
- Publi Canuti
- Gai Cosconi Calidià
- Carrines Segon
- Luci Cesti Pius
- Luci Cesulè
- Ciceró
- Sext Clodi (retòric)
- Publi Corneli Lèntul Marcel·lí (orador)

## D
- Dionisi Àtic
- Dió Crisòstom
- Domici Afer
- Llatí Pacat Drepani

## E
- Epidi
- Eumeni
- Evanti
- Exsuperi

## F
- Favoni Eulogi
- Favorí (orador)
- Juli Flor
- Juli Segon Flor
- Marc Corneli Frontó
- Luci Fufi

## G
- Sext Juli Gabinià
- Gai Corneli Gal
- Luci Ploti Gal
- Gai Gargoni
- Gal·licà (retòric)
- Juni Gal·lió
- Marc Gal·lió
- Marc Antoni Gnifó
- Juli Grani

## H
- Quint Hateri
- Heliodor (sofista)
- Herodes Àtic
- Hieròcles d'Alabanda
- Quint Hortensi Hòrtal

## L
- Tit Labiè (orador)
- Gai Popil·li Laenes (orador)
- Marc Porci Latró
- Salvi Liberalis
- Luci Licini Cras

## M
- Marc Claudi Marcel Eserni (orador)
- Marc Valeri Messal·la Corví
- Gai Licini Macre Calvus
- Marcomà (retòric)
- Marc Anneu Mela
- Minucià el Vell

## N
- Nepocià (professor)
- Numeni (retòric)

## P
- Proeresi

## Q
- Quintilià

## R
- Romà Hispó
- Rutili Llop
- Publi Rutili Rufus

## S
- Tiberi Claudi Salinator Fusc
- Marc Servili Nonià
- Servi Sulpici Rufus
- Sexti Calví

## T
- Teó de Sidó
- Titià el Jove
- Tutili

## V
- Valeri Licinià
- Vibi Crisp
- Vipsani Àtic
- Virgini Flau
- Votiè Montà